# Шеширџија
Шеширџија је мајстор занатлија који производи шешире.

## О занату
Прављење шешира је стари занат који је настао из потребе да се заштити глава како зими тако и лети, али и као модни детаљ. Многа друштвена правила су се односила на ношење шешира. Та правила су прописивала када се шешир скида са главе, а када не.
Некада су шешире носили само мушкарци, а модели су били скоро сви исти. Разликовали су се по боји - за млађе и старије мушкарце.
Шеширџијски занат у Србији заснован је средином 19. века у Београду. Модисткиња Персида Милошевић која је дошла у Београд из Новог сада 1848. године, у свом салону у Београду израђивала је шишире од свиле и сламе по бечком укусу.
Да би се направио један шешир потребан је бар један дан. Шешир се прави по моделу, обиму главе и величини обода.
Данас су ретке занатске радње у којима се ручно производе шешири као што су се некада производили.

## Алат и прибор
У свом раду шеширџија користи:
- сировину од које се праве шешири: најчешће је то зечији филц
- нож, маказе, игле, конци, напрстак...
- дрвене калупе
- мерач главе, кројачки метар
- пеглу
- машину за шивење